# Кандалакшка обала
66° 46′ 41″ N 33° 23′ 43″ E / 66.77806° С; 33.39528° И
Кандалакшка обала (рус. Кандала́кшский бе́рег) историјски је назив за део северне обале Кандалакшког залива Белог мора. Обухвата део јужне обале Кољског полуострва смештеног на крајњем северозападу Руске Федерације, односно у њеној Мурманској области. Административно је подељена између Кандалашког и Терског рејона. Простире се од врха Кандалакшког залива у смеру истока до ушћа реке Варзуге, и део је јужне обале Кољског полуострва. Поред Варзуге у овом делу Кољске обале у Бело море се уливају још и реке Нива и Умба.
Западни део обале је знатно виши и разуђенији са мањим заливима који су дубље урезани у копно, а уз обалу се налазе бројна мања острва. Воде у том делу су доста богате рибом и јако је развијен риболов. Источни део обале, источно од полуострва Туриј доста је нижи и равнији, и ту је приметно потпуно одсуство већих залива и острва уз обалу. Целокупна Кандалакшка обала обрасла је четинарском вегетацијом.
Први становници који су стално населили тај део беломорске обале били су руски трговци и истраживачи Помори, највероватније током XII века. Најважнија насеља на Кандалакшкој обали су град Кандалакша (административни центар истоименог рејона), варошица Умба (центар Терског рејона), те села Колвица, Лувењга, Кузрека и Оленица.